# Huevo de la catedral rusa
El Huevo de la catedral rusa es una serie de 500 huevos enjoyados modernos, a la manera de los de Fabergé.

## Historia
Fue realizado por Theo Faberge en 2009 para celebrar la reconciliación de la iglesia ortodoxa rusa con las demás iglesias ortodoxas. 

## Descripción
El huevo en sí es de color azul oscuro por el cristal de plomo del que ésta hecho. Se remata con una cruz ortodoxa, ofreciendo en sus caras filigranas esmaltadas en oro. Dentro alberga como sorpresa una maqueta de la catedral de Kiev realizado en plata con un recubrimiento de oro.